# Sixième circonscription de la préfecture de Hiroshima
La sixième circonscription de la préfecture de Hiroshima (広島県第6区, Hiroshima-ken dai-roku-ku) est l'une des six circonscriptions législatives que compte la préfecture de Hiroshima au Japon.

## Description géographique
Entre 1994 et 2013, la sixième circonscription de la préfecture de Hiroshima regroupait les villes de Mihara, Onomichi, Innoshima, Fuchū, Miyoshi et Shōbara et les districts de Mitsugi (ja), Sera, Jinseki, Kōnu (ja), Futami (ja) et Hiba (ja).
Entre 2013 et 2022, elle comprenait les villes de Fuchū, Miyoshi et Shōbara, une partie des villes de Mihara et Onomichi et les districts de Sera et Jinseki.
Depuis 2022, elle correspond à la ville de Fukuyama,.

## Députés
| Législature | Début de mandat | Fin de mandat | Député élu             | Parti politique | Parti politique |
| ----------- | --------------- | ------------- | ---------------------- | --------------- | --------------- |
| 41e         | 1996            | 2000          | Shizuka Kamei          |                 | PLD             |
| 42e         | 2000            | 2003          | Shizuka Kamei          |                 | PLD             |
| 43e         | 2003            | 2005          | Shizuka Kamei          |                 | PLD             |
| 44e         | 2005            | 2009          | Shizuka Kamei          |                 | NPP             |
| 45e         | 2009            | 2012          | Shizuka Kamei          |                 | NPP             |
| 46e         | 2012            | 2014          | Shizuka Kamei          |                 | PFJ             |
| 47e         | 2014            | 2017          | Shizuka Kamei          |                 | SE              |
| 48e         | 2017            | 2021          | Kōji Satō (ja)         |                 | PE              |
| 49e         | 2021            | 2024          | Kōji Satō (ja)         |                 | PDC             |
| 50e         | 2024            | -             | Fumiaki Kobayashi (ja) |                 | PLD             |